# Doselia
Doselia, biljni rod krumpirovki smješten u tribus Solandreae, dio potporodice Solanoideae. Pripada mu 4 južnoameričke vrste epifita i grmova rasprostranjenih u Kolumbiji (3) i Ekvadoru (1). Tri vrste izdvojene su iz roda Markea, a četvrta, Doselia galilensis, je otkrivena 2022.

## Etimologija
Generičko ime Doselia potječe od španjolske riječi "dosel", što znači krošnja. Odnosi se na hemiepifitski lianescentni habitus svih vrsta Doselia s granama koje se uzdižu visoko do vrhova krošanja drveća.
Rod je opisan u PhytoKeys 202: 76–81. 2022.

## Vrste
1. Doselia epifita (S.Knapp) A.Orejuela & Särkinen
2. Doselia galilensis A.Orejuela & Villanueva
3. Doselia huilensis (A.Orejuela & J.M.Vélez) A.Orejuela & Särkinen
4. Doselia lopezii (Hunz.) A.Orejuela & Särkinen